# Рохус Міш
Рохус Міш (нім. Rochus Misch; 29 липня 1917 — 5 вересня 2013) — обершарфюрер СС, кур'єр, охоронець і телефонний оператор Адольфа Гітлера (1940 — 1945). Останній свідок смерті Адольфа Гітлера і подій у Фюрербункері.

## Біографія

### Ранні роки
Рохус Міш народився в провінції Сілезія (нині Польща). Його батько, будівельник, загинув від поранень, отриманих під час Першої світової війни. Його овдовіла мати померла від пневмонії, коли йому було три роки, і він виріс з бабусею і дідусем. Працював художником. Рохус Міш одружився зі своєю дружиною Гердою в переддень Нового року, 1942. У них була дочка, Бригіта Якова-Енґелькен, яка пізніше працювала архітектором і підтримувала єврейські ініціативи. Після того як він повернувся з Радянського Союзу, Бригіта дізналася від своєї бабусі по материнській лінії, що мати Бригіти була єврейкою, що робить і Бригіту єврейкою (згідно з єврейською традицією). Міш відмовився визнати її.

### Служба
У 1937 році Міш приєднався до Частини посилення СС, де навчався поряд з особистим блоком охорони Гітлера - «Лейбштандарт СС Адольф Гітлер» . Міш був важко поранений під час переговорів про капітуляцію польських військ під час битви за Модлін. За цей вчинок він був нагороджений Залізним хрестом другого класу. Оскільки Міш був останнім живим членом його сім'ї, то його керівник рекомендував Міша для Загону Супроводу Фюрера. Цей загін було створено з членів LSSAH, які більше не могли служити на передовій лінії.
Як молодший член постійної охорони Гітлера, Міш подорожував з Гітлером протягом всієї війни. Коли загін не виконував функції охорони, Міш та решта підрозділу служили телефонними операторами або кур'єрами. 16 січня 1945 року, після поразки Вермахту, Міш і решта особового складу гітлерівської охорони переїхали до Фюрербункеру в Берліні. Рохус Міш залишався в бункері аж до закінчення війни в травні 1945 року. Міш здійснював всі прямі переговори з бункера.
Гітлер покінчив життя самогубством 30 квітня. Міш був свідком того, як тіла Гітлера і Єви Браун виносили з бункера для того, щоб їх спалити і був присутній, коли Йозеф Геббельс і його дружина Магда отруїли шістьох своїх дітей і потім самі ж наклали на себе руки 1 травня 1945 року. Міш і механік Йоганн - двоє останніх людей, що залишилися в бункері та написали листи своїм дружинам у випадку, якщо б ними щось трапилось. Міш покинув бункер 2 травня за кілька годин до того, як Червона Армія остаточно захопила та окупувала весь Берлін. Згодом Міш був захоплений у полон. Його доставили в Луб'янську в'язницю (Москва), де він був підданий тортурам для отримання інформації про долю Адольфа Гітлера.  Міш провів дев'ять років у радянських виправно-трудових таборах.

### Подальше життя
Після звільнення з полону в 1953 році, Міш повернувся в Берлін, прибувши додому в переддень Нового року. Після повторного відкриття фюрербункера в 1990-х, Міш публічно заявив, що бункер не повинен бути повністю зруйнованим, будучи важливою частиною світової історії.
Міш протягом декількох років думав, як йому жити далі й заробляти на життя. Йому пропонували працювати охоронцем або водієм. У той час, як він обдумував ці пропозиції, які здебільшого надходили через старі військові контакти, він, нарешті, отримав кредит за підтримки багатьох німецьких благодійників, які викупили картини і шпалери від пенсіонера в Берліні. Він успішно розпочав цей скромний бізнес, і на початку окупації союзників Берліна теж був залучений у виробництві арахісового масла для американських військ.  Цей бізнес став настільки успішним, що Міш вирішив залишити живопис. Його дружина втрутилася, і він залишався в мальовничому бізнесі до виходу на пенсію. Його мемуари німецькою мовою - „Der letze Zeuge“ , був опублікований в 2008 році.
Після виходу в 2004 році німецького фільму „Бункер“ у Франції, французький журналіст Ніколас приймав інтерв'ю в Рохуса Міша по кілька разів протягом 2005 року в результаті чого була опублікована біографія самого Рохуса Міша в березні 2006 року. Його біографію було перекладено в Південній Америці, Японії, Іспанії, Польщі, Туреччині та Німеччині в 2006 та 2007 роках.
Міш також допомагав письменнику Крістоферу МакКуоррі в 2008 році над фільмом „Валькірія“. Міш жив у Берліні, де регулярно приймав відвідувачів, які хотіли з ним поговорити чи зняти інтерв'ю..
Рохус Міш помер у Берліні 5 вересня 2013  року від серцевого нападу у віці 96 років.

## Нагороди
- Німецька імперська відзнака за фізичну підготовку
- Медаль «У пам'ять 13 березня 1938 року»
- Медаль «У пам'ять 1 жовтня 1938» із застібкою «Празький град»
- Залізний хрест 2-го класу
- Нагрудний знак «За поранення» в чорному